# Лејк Вејлс (Флорида)
Лејк Вејлс (енгл. Lake Wales) град је у америчкој савезној држави Флорида. По попису становништва из 2010. у њему је живело 14.225 становника.

## Демографија
Према попису становништва из 2010. у граду је живело 14.225 становника, што је 4.031 (39,5%) становника више него 2000. године.
| Група             | 2000.         | 2010.         |
| Белци             | 5.484 (53,8%) | 7.820 (55,0%) |
| Афроамериканци    | 3.526 (34,6%) | 3.905 (27,5%) |
| Азијати           | 52 (0,5%)     | 119 (0,8%)    |
| Хиспаноамериканци | 1.014 (9,9%)  | 2.222 (15,6%) |
| Укупно            | 10.194        | 14.225        |